# 269-й стрелковый полк внутренних войск НКВД

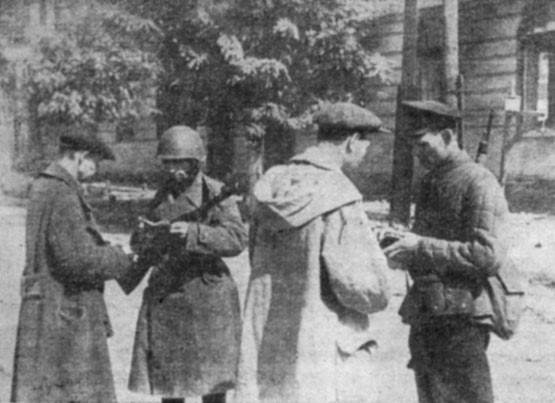
Бойцы 10-й стрелковой дивизии внутренних войск НКВД СССР проверяют документы на улицах Сталинграда.

269-й стрелковый полк внутренних войск НКВД СССР (269 сп В.в. НКВД СССР) — воинская часть внутренних войск НКВД СССР, входившая в состав 10-й стрелковой Сталинградской ордена Ленина дивизии внутренних войск НКВД СССР (1-го формирования).
Во время Сталинградской битвы полк сыграл важную роль в сентябрьских боях в городе.

## История полка
269-й стрелковый полк внутренних войск НКВД СССР был одним из шести полков, входивших в первый состав 10-й стрелковой дивизии внутренних войск НКВД. Дивизия была сформирована в Сталинграде в соответствии с приказом НКВД СССР № 0021 от 5 января 1942 года, изданным во исполнение Постановления Государственного комитета обороны СССР № 1099-сс от 4 января 1942 «Об организации гарнизонов войск НКВД в городах, освобождаемых Красной Армией от противника». Полк, так же как и 270-й стрелковый полк внутренних войск НКВД, был сформирован в Сталинграде. Значительная часть личного состава 269 сп состояла из сотрудников местных подразделений органов внутренних дел и госбезопасности.
С 17 по 22 марта полк принял участие в оперативно-профилактической операции по «зачистке» Сталинграда. Руководителем операции был заместитель наркома внутренних дел СССР комиссар госбезопасности 3-го ранга И. А. Серов. Результатом операции стало задержание 187 дезертиров, 106 уголовников и 9 шпионов.

22 апреля 1942 года Сталинград подвергся бомбардировке немецкой авиацией. В район Северного вокзала был выслан дополнительный наряд 269-го стрелкового полка. «Благодаря принятым энергичным мерам и инициативе личного состава, было потушено 20 зажигательных бомб, водворён общественный порядок в районе бомбежки, организована охрана имущества граждан, пострадавших от бомбежки. Красноармеец Ходаковский Николай Романович потушил 5 зажигательных бомб, красноармеец Иванов Алексей Петрович сбросил зажигательную бомбу с чердака дома, чем предотвратил пожар. Красноармеец Грамцов Рудольф Агапович задержал неизвестного, воровавшего вещи пострадавших от бомбежки». Красноармейцы Н. Р. Ходаковский, Р. А. Грамцов и А. П. Иванов были премированы пятьюдесятью рублями.
С 1 июля по 23 августа в Сталинграде и пригородах (станция Котлубань, сёла Гумрак, Орловка, Городище, город Дубовка), а также на переправах через Сухую Мечётку полк обеспечивал правопорядок. Для этого применялись заградительные заставы, на которых осуществлялись проверки документов и досмотр и задержание подозрительных лиц. Шесть раз проводились массовые мероприятия по проверке населения и беженцев. Результатом этих мероприятий было задержание 2733 человек, из них 1812 военнослужащих, а у 921 из них не оказалось документов. После проверки оказалось, что двое были вражескими шпионами, а 89 оказались дезертирами. Во время этих спецопераций было изъято 97 винтовок, 21 ППШ-41, 7 револьверов, по 2 ручных пулемёта и карабина, 26203 различных патрона (включая 4767 винтовочных). С 10 по 23 августа личный состав, кроме прямых обязанностей, привлекался к работам по созданию оборонительных рубежей в черте города.

23 августа 1942 года XIV-й танковый корпус вермахта, совершив шестидесятикилометровый бросок, вышел к Волге севернее Сталинграда в районе Рыно́к — Латошинка и создал непосредственную угрозу Сталинградскому тракторному заводу. В сложившейся обстановке 269-й сп, в составе 1647 человек, был выдвинут в район Городища. Также в зону ответственности полка были отнесены станция Разгуляевка и высота 102,0 (Мамаев курган). Полк находился на этом рубеже до 3 сентября. За это время от артобстрелов и авиаударов было 12 человек убито и 19 ранено и контужено. Однако прямые боестолкновения с противником были только 24 и 25 августа у дозоров взвода конной разведки. 23 августа противник нанёс массированный бомбовый удар по Сталинграду, нанёсший наибольший ущерб мирному населению и жилому фонду города. В ночь с 23 на 24 августа наряды 269-го стрелкового полка были брошены на оказание помощи пострадавшим мирным жителям.

### Участие в боях
3 сентября 269-й стрелковый полк был переведён на рубеж высота 93,6 — западные окраины посёлка завода «Красный Октябрь» — высота 126,3 — Авиагородок — овраг Банный — высота 112,5. Штаб полка разместился в склонах оврага Банного. В этот день 2-й взвод 3-й стрелковой роты полка, занимая высоту 154,8, отбили две атаки немецких войск. Оборонявшимся взводом командовали два офицера-политрука: младший политрук Владимир Сергеевич Нестеркин (исполнявший обязанности командира взвода) и политрук 3-й роты младший политрук Александр Данилович Герман (прибывший на усиление). Для усиления полка на занимаемый им рубеж по улице Овражная была выделена группа собак истребителей танков из состава 28-го отряда истребителей танков.
7 сентября в 269-й стрелковый полк был переведён 3-й стрелковый батальон (327 бойцов, среди которых 100 автоматчиков, 5 расчётов противотанковых ружей, 3 миномётных расчёта) из состава 270-го стрелкового полка внутренних войск НКВД. В этот же день защитники высоты 154,8 отбили ещё три штурма. При этом атаковавшие потеряли около 150 человек, а оборонявшиеся четверых: двое погибли, двое пропали без вести. В этот же день в 5:00 началось немецкое наступление на центральную часть Сталинграда на рубеже Гумрак — Разгуляевка. До 11:00 проводилась артподготовка и авианалёты, после чего пехота противника перешла в наступление. Перед 269-м полком располагались позиции 112-й стрелковой дивизии. Часть подразделений дивизии дрогнули и стали в беспорядке отступать: «в панике бросая оружие, бежали со своих оборонительных рубежей в направлении города». 1-й и 3-й стрелковые батальоны 269-го полка, растянувшись цепью, остановили и вернули в подразделения около девятисот человек солдат и офицеров. 8 сентября в 6:00 противник атаковал позиции 3-го стрелкового батальона, но при поддержке контратаковавших танков чекисты удержали позиции, потеряв одного человека убитым, четверых ранеными и одного контуженым. С 9 по 13 сентября было затишье, которое было использовано для улучшения позиций.
12 сентября 10-я стрелковая дивизия НКВД (включая 269-й стрелковый полк) была переподчинена 62-й армии. Численность полка на этот день составляла 1637 человек.
11 сентября 1942 года фюрер провёл совещание по итогам которого в дневнике начальника Генерального штаба Сухопутных войск вермахта Франца Гальдера появилась такая запись:

Штурм городской части Сталинграда — 14 или 15.9 при хорошей подготовке. Расчёт времени: для штурма Сталинграда — 10 дней. Потом перегруппировка — 14 дней. Окончание — самое раннее к 1.10.— 
Накануне штурма разведчики 269-го сп обнаружили концентрацию немецкой пехоты и танков в секторе ответственности полка. К штурму города готовились части 295-й, 71-й, 94-й пехотных и 24-й танковой дивизий вермахта. Для укрепления обороны чекистов им были переданы подразделения 272-го стрелкового полка внутренних войск НКВД и 3-й стрелковый батальон 270-го стрелкового полка внутренних войск НКВД, который до этого момента находился в резерве полковника Сараева.
В ночь на 13 сентября противник снова атаковал высоту 154,8, а в 5:00 перешёл в наступление против 1-го, 2-го и 3-го стрелковых батальонов. Особенно тяжёлая ситуация сложилась на участке обороны 3-го стрелкового батальона, расположенного северо-западнее высоты 102,0. Под давлением противника 6-я гвардейская танковая бригада, стоявшая на правом фланге 269-го сп, отступила к территориям заводов «Красный октябрь» и «Баррикады». В результате противник занял высоту 126,3, Авиагородок и больницу. 3-й стрелковый батальон оказался без поддержки соседа справа. Бойцы батальона подбили десять танков, но, чтобы избежать окружения, были вынуждены отойти на позиции 2-го стрелкового батальона. В 14:00 противник атаковал позиции 2-го батальона, но к этому времени остатки 3-го батальона смогли окопаться, а на усиление прибыла рота автоматчиков полка. Немцы откатились, оставив перед советскими окопами два танка и до 400 погибших. К южному флангу 269-го полка примыкал 1-й стрелковый батальон 270-го сп НКВД, который, хоть и не был на острие немецкой атаки, отбил несколько атак противника. В 17:00 немцы овладели высотой 112,5, с которой была сброшена 8-я стрелковая рота 269-го сп. Для сохранения целостности обороны 2-я и 3-я роты 270-го сп атаковали высоту и к вечеру оборона двух полков снова сомкнулась. Ночью после длительного марша по разрушенному и горящему городу на этот участок обороны вышел 272-й сп НКВД. О тяжести боёв 13 сентября говорит, например, такой эпизод. Старший фельдшер 7-й роты 269-го сп военфельдшер Анна Ивановна Бессчастнова вывела и вынесла 51 раненого бойца и командира (с оружием). Когда разрывом мины был выведен из строя расчёт станкового пулемёта, Анна Ивановна встала вторым номером (первым номером встал старшина Гришин) и подавала ленты. Когда старшина Гришин был убит, отважный военфельдшер стала за первого номера и вела огонь по противнику до последнего патрона. По окончании боеприпасов она вывела пулемёт из строя, вынув замок. За этот бой Анна Ивановна Бессчастнова была награждена орденом «Красное Знамя».
В 6:00 14 сентября противник начал артподготовку, длившуюся 6 часов, после чего перешёл в наступление на стыке 1-го и 2-го стрелковых батальонов. К 16:00 противник потерял около 450 человек, но не смог прорвать советскую линию обороны. Важную роль в отражении атак сыграли пулемётчики полка. В частности командир пулемётного взвода 2-го стрелкового батальона младший лейтенант Фатих Вахитович Абдульманов со своим взводом прикрывал фланги батальона, а когда все подчинённые ему расчёты были выведены из строя, он один отбил две атаки. Тяжело раненого лейтенанта Ф. В. Абдульманова вынесли с поля боя. За эти два дня боёв отважный пулемётчик был награждён орденом «Красное Знамя». В 14:00 противник силами до двух батальонов 516-го пехотного полка 295-й пехотной дивизии вермахта смог захватить вершину Мамаева кургана, которая находилась в тылу чекистов. Рота автоматчиков 269-го полка под командованием младшего лейтенанта Николая Любезного и остатки 416-го стрелкового полка 112-й стрелковой дивизии, при поддержки двух танков, контратаковали и к 18:00 сбросили противника с вершины Мамаева кургана. Оборону высоты возложили на 416-й полк. По итогам боёв 13 — 14 сентября наступающий противник не смог добиться значительных результатов в полосе 269-го стрелкового полка НКВД: чекисты не оставили своих позиций.

С 15 по 26 сентября на участке 269-го стрелкового полка было затишье, которое было использовано для совершенствования позиций и подготовки к наступлению. На 15 сентября в составе полка оставалось 435 человек К 27 сентября 269-й сп НКВД занимал оборону по линии высота 126,3 — северный отрог оврага «Долгий» — роща «Северная» — подступы к заводу «Красный октябрь».
27-го сентября после часовой артподготовки в 6:00 штурмовая группа 269-го полка, при поддержке 137-й отдельной танковой бригады (отбр), перешла в наступление. Основой штурмовой группы была 4-я рота 2-го стрелкового батальона. Целью наступления было Выбить противника из Авиагородка и Исторического вала. Штурмовую группу поддерживало наступление 1-го стрелкового батальона (справа) и остатки 3-го батальона (слева), а также машины 221-го и 222-го отдельных танковых батальонов 137-й отбр. Всего в наступлении участвовало 340 человек из состава полка. Приблизившись на сто — сто пятьдесят метров к противнику, наступающие попали в огневой мешок и были вынуждены отступить на исходные позиции. Перейдя в контрнаступление, противник прорвал советские позиции и к 14:00 достиг посёлка Северный, железной дороги и рощи вокруг аэродрома Гумрак. Неудачное наступление привело к большим потерям убитыми (около 300 человек), а также много воинов попало в плен. Линия обороны полка сохранилась только в районе командного пункта полка в районе оврага Банный, где оборонялось около 70 бойцов и командиров. По итогам боёв в дневном донесении 51-го армейского корпуса вермахта говорилось: «Русские упорно защищались из хорошо оборудованных позиций при поддержке мощной артиллерии всех калибров».
В 5:00 28 сентября полк получил приказ на выведение на левый берег Волги в район села Заплавное, где находились тыловые службы дивизии. Свои позиции чекисты сдали 193-й стрелковой дивизии.
1 февраля 1943 года 269-й стрелковый полк внутренних войск НКВД СССР был передан в Наркомат обороны СССР и стал именоваться 272-й стрелковый Сталинградский полк.

### Итоги боевой деятельности
За период боёв в Сталинграде с 23 августа по 28 сентября включительно полк понёс следующие потери:
- Убитыми: офицеры — 39, сержанты и старшины — 50, красноармейцы — 111 человек;
- Ранеными: офицеры — 26, сержанты и старшины — 85, красноармейцы — 229 человек;
- Пропавшими без вести: офицеры — 13, сержанты и старшины — 131, красноармейцы — 495 человек;
- Дезертировали — 18 человек.

Всего за время боёв в черте города 269-й стрелковый полк внутренних войск НКВД потерял 1197 человек из 1647 вступивших в бой в конце августа.
В свою очередь, в результате боевых действий полка противник понёс следующие потери: погибло «около 2650 солдат и офицеров, уничтожено 23 танка, одна автомашина, 8 пулемётов».

## Состав полка
Все полки 10-й стрелковой дивизии НКВД формировались с одним и тем же составом:
- три стрелковых батальона по три стрелковые роты и пулемётному взводу (четыре пулемёта «Максим») в каждом батальоне;
- батарея 45-мм противотанковых пушек (четыре орудия);
- миномётная батарея (четыре 82-мм и восемь 50-мм миномётов);
- рота автоматчиков.

## Командный состав полка
В соответствии с приказом ГУВВ НКВД СССР № 00212 от 8 августа 1942 года командный состав полка выглядел следующим образом:
- Командир полка — подполковник Иван Иванович Капранов, бывший командир 55-го стрелкового полка войск НКВД СССР по охране железных дорог;
- Заместитель командира полка — капитан Дмитрий Яковлевич Набивач, бывший командир батальона 25-го стрелкового полка войск НКВД СССР по охране железных дорог;
- Военный комиссар полка — батальонный комиссар Тихон Никандрович Плотников;
- Заместитель начальника штаба полка — старший лейтенант Алексей Иванович Жолот, бывший помощник начальника штаба 76-го полка войск НКВД СССР по охране железных дорог;
- Заместитель начальника штаба по разведке — лейтенант Перосий Ермолаевич Марусидзе, бывший заместитель командира батальона по разведке 41-го резервного стрелкового полка пограничных войск НКВД Грузинского округа;
- Командир 1-го стрелкового батальона — капитан Александр Алексеевич Ахапкин, бывший командир роты 59-го стрелкового полка войск НКВД СССР по охране железных дорог;
- Командир 2-го стрелкового батальона — старший лейтенант Андрей Андреевич Шевченко, бывший командир батальона 112-го стрелкового полка войск НКВД СССР по охране железных дорог;
- Командир 3-го стрелкового батальона — старший лейтенант Александр Павлович Казаков, бывший командир роты 273-го полка конвойных войск НКВД СССР;
- Командир миномётной батареи — младший лейтенант Виктор Фомич Мотора, бывший курсант Саратовского военного училища войск НКВД СССР;
- Командир роты автоматчиков — младший лейтенант Николай Фёдорович Любезнов, бывший курсант Саратовского военного училища войск НКВД СССР.

## Комментарии
1. ↑  Высота 93,6: 48°45′49″ с. ш. 44°31′44″ в. д.HGЯO
2. ↑  Западные окраины посёлка «Красный Октябрь»: 48°46′37″ с. ш. 44°32′02″ в. д.HGЯO
3. ↑  Авиагородок: 48°45′01″ с. ш. 44°32′14″ в. д.HGЯO
4. ↑  овраг Банный: 48°45′11″ с. ш. 44°32′15″ в. д.HGЯO
5. ↑  Высота 154,8: 48°45′42″ с. ш. 44°27′07″ в. д.HGЯO
6. ↑  В. С. Нестеркин (родился в 1918 году) прошёл всю войну, был награждён орденом Отечественной войны I-й степени[8] и медалью «За отвагу»[9].
7. ↑  А. Д. Герман (родился в 1921 году) за сентябрьские бои представлен к ордену Красная Звезда, награждён медалью «За отвагу»[10]. Александр Данилович погиб в 2 августа 1943 года[11].
8. ↑  На 9 сентября в полку насчитывалось всего 135 человек[21]